# Aegialites persica
Aegialites persica is een keversoort uit de familie platsnuitkevers (Salpingidae). De wetenschappelijke naam van de soort werd in 1845 gepubliceerd door Motchulsky.